# Storgrundet (Hindersön)
Storgrundet  (grote zandbank) is een Zweeds zandbank behorend tot de Lule-archipel. Het eiland ligt ten zuidoosten van het “hoofdeiland” Hindersön. Het heeft geen oeververbinding en is onbebouwd. Stor is hier kennelijk ironisch bedoeld; het meet ongeveer 50 x 40 meter.